# Haciendas de Mosquera
Las haciendas del municipio de Mosquera Cundinamarca son propiedades privadas dedicadas a la ganadería y la agricultura. Se encuentran ubicadas en la Sabana de Occidente de Bogotá, compartiendo el territorio con los municipios de Funza, Subachoque, Tenjo y Soacha, el terreno tiene un área aproximadamente de 45.000 hectáreas. Este conjunto de propiedades se conoce también con el nombre de La Dehesa de Bogotá o mayorazgo de la hacienda El Novillero.<

## Historia de las haciendas

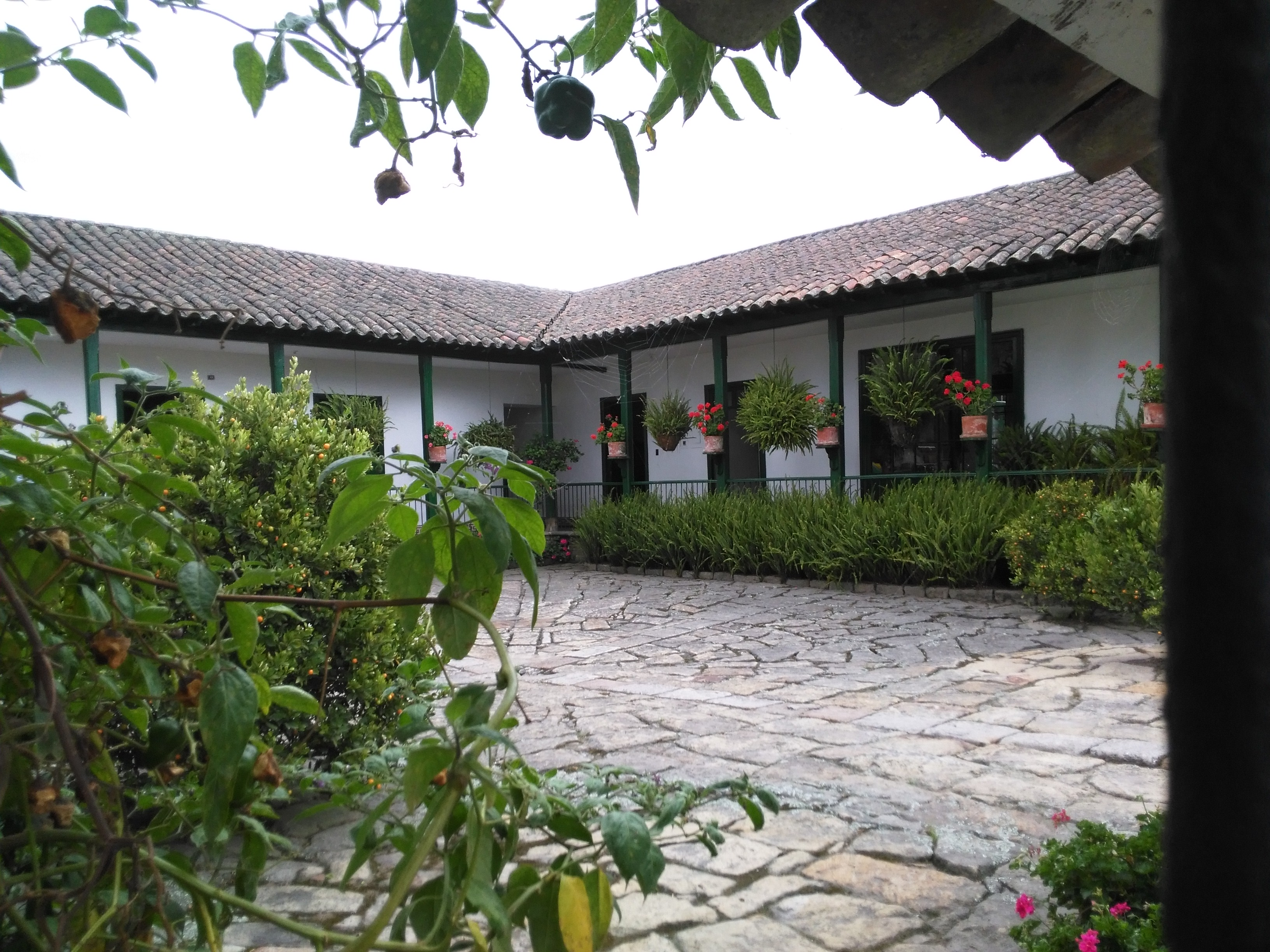
Vista interior de la hacienda La Holanda

El origen de las haciendas es consecuencia de la llegada de los conquistadores españoles a territorio cundinamarqués. Este territorio estuvo habitado por los Muiscas, quienes se dedicaron principalmente a la agricultura; entre los principales productos que cultivaban estaban el maíz, la papa, la arracacha, la quinua, el tabaco, la yuca y el algodón, además de hibias, cubios, tomate, ají, fríjol, ahuyama y calabaza. La participación indígena y de descendientes africanos en la construcción de las casas fue determinante debido a la falta de entrenamiento de los españoles en asuntos arquitectónicos. Emplearon materiales como caña, guadua, bejucos, madera, ladrillos y bahareque. Gran mayoría de las poblaciones colombianas se fundaron entre 1530 y 1570, con la constante del solar o lote donde se construía la casa. En 1573 Felipe II ordenó que los nuevos pobladores construyeran ranchos en los solares para resguardarse. Las tierras pasaron a ser propiedad del rey y las comunidades indígenas que se dedicaron a laborar en el campo, en áreas específicas. A finales de siglo XVI les fueron asignadas áreas de resguardo a los indígenas, pero fue en el siglo XVII cuando comenzaron a reducirse en poblaciones. Los encomenderos no poseían tierras, únicamente eran súbditos del rey, quien les había encomendado proteger las tierras y adoctrinar a sus habitantes, a cambio recibían un tributo que era entregado según iban cumpliendo su misión. El tributo estaba constituido en algunas libras de oro, mantas de algodón y hanegas de sembradura. A finales del siglo XVI la Corona instauró las composiciones de títulos, para legitimar las propiedades de algunos encomenderos que habían crecido demasiado, fue así como se dio origen a los latifundios, gracias a las encomiendas que al lado de las minas del comercio y la política fueron fundamentales en la economía colonial y el control de la población nativa. La hacienda se convirtió en el instrumento de dominio del territorio y la producción económica, sin embargo, tuvo que superar problemas relacionados con la mano de obra, en la que se incluyeron indios y luego mestizos campesinos que labraron en ellas para abastecer las ciudades. Produjeron papa, trigo, cebada y maíz, sostuvieron hatos lecheros, de carne, ovinos y caballos. Estas instalaciones fueron testigos y protagonistas del cambio del paisaje, de la tumba de los bosques, de la desecación de los humedales, de la introducción de nuevas especies de flora y fauna, hasta hacer de la sabana un medio muy diferente al que había en tiempos precolombinos. La casa de hacienda se tuvo que acomodar a la geografía y al clima, convirtiéndose en un espacio heterogéneo donde se intersecaron costumbres y culturas; sirviendo de recinto a la vivienda, los oficios y el comercio. Dentro de las haciendas más reconocidas del municipio de Mosquera se encuentran San José, El Playón, La Pesquerita, La Esmeralda, El Diamante, El Rubí, la Ramada, Los Andes, Venecia, La Victoria, La Holanda, Quito, Mondoñedo, La Fragua, Malta y Novillero.

### La Dehesa
La dehesa era un latifundio que otorgaba trabajo y abastecía de sustento a la región, el mayorazgo era una forma de propiedad que trabajaba para proteger prácticas y linajes de estirpe español, heredados de los nobles. En 1547 el presidente Díaz de Armendáriz legitimó la primera encomienda de Antón de Olalla. En ese mismo año el encargado recibió la primera estancia de ganado mayor por parte del cabildo de Santa Fe. Desde 1543 el cabildo había hecho mercedes de tierra en la Sabana y Olalla se esforzó por adquirirlas. Más tarde en 1557, luego de haber permanecido por cinco años en España, compró dos estancias: una a Juan Avellaneda y otra a Honorato Bernal. Al año siguiente obtuvo del cabildo otras dos estancias de ganado mayor. Un año más tarde compró la hacienda “El Novillero” que había fundado don Pedro de Ursúa y que contaba con 95 vacas, 120 cerdos y aposentos bien construidos; Olalla pagó la suma de 777 pesos y 4 tomines de oro de 20 quilates. Don Antón muere en 1581, pasando su fortuna a manos de su esposa doña María de Orrego y de su hija Jerónima, quien por entonces estaba casada con el hijo del poderoso Visitador General del Nuevo Reino don Juan Bautista. Doña Jerónima contrae nupcias con el almirante Francisco Maldonado de Mendoza, en 1586. En 1592 doña Jerónima hizo formal la “dejación” de la dehesa ante el presidente Antonio González con el fin de que se le adjudicara a su esposo.
En la segunda etapa del periodo colonial, la hacienda sustituyó a la explotación minera. La tierra se valorizó y los terrenos empezaron a ser apetecidos gracias a la importancia que adquirió la propiedad.

### El mayorazgo en la sabana de Bogotá

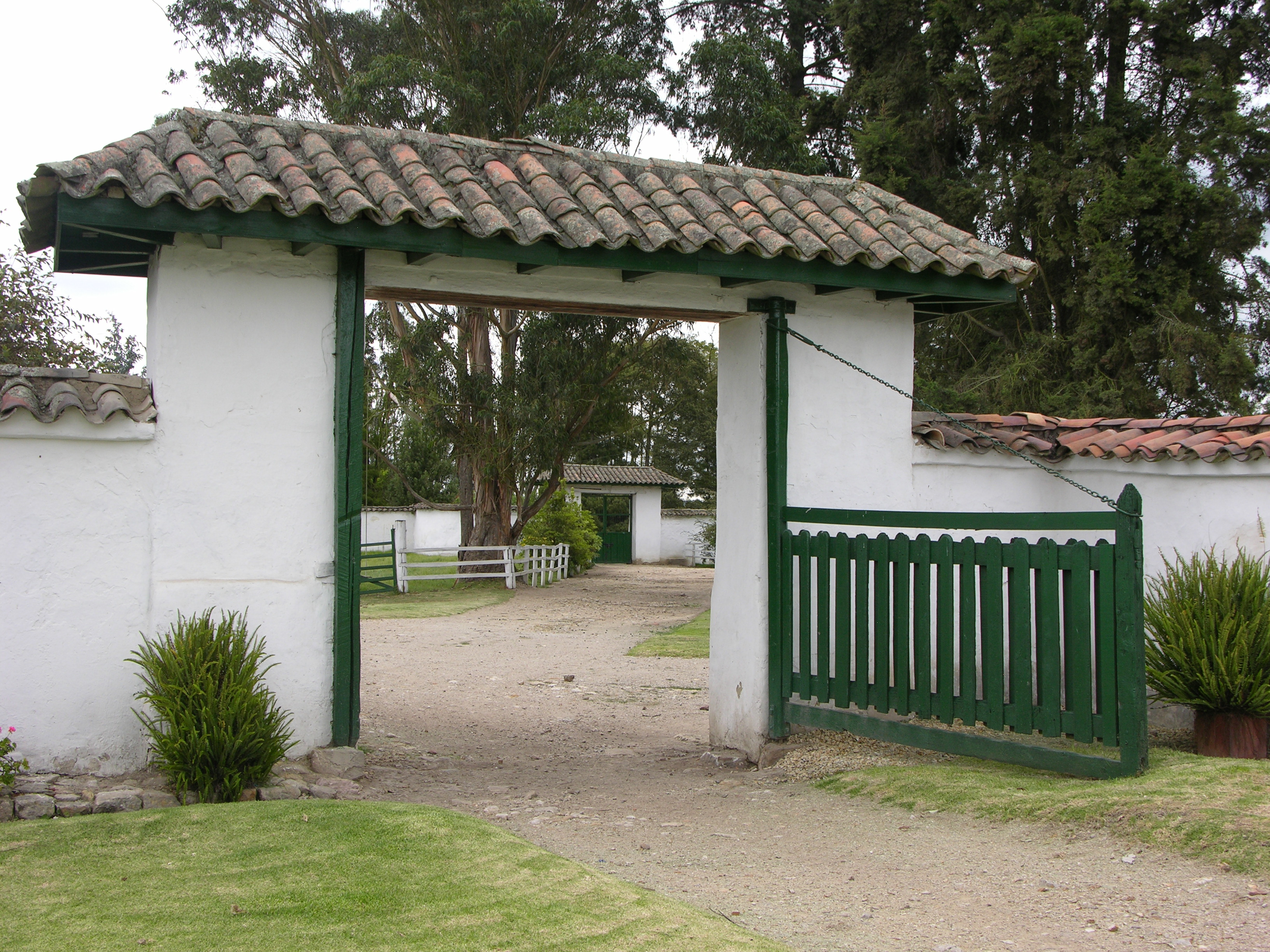
Entrada principal de la hacienda La Holanda

El modelo económico del mayorazgo otorgaba beneficios y derechos a una sola familia, era un modelo heredado de los antiguos feudos y formas de gobierno medievales. El posicionamiento de los bienes  en forma de dinastía establece una unión entre nobleza y monarquía. La forma en la que los títulos cambiaban de dueño era por herencia, normalmente el primogénito varón era quien tomaba posición de todo, a las mujeres se les excluía porque no poseían conocimientos legales y se les consideraba incapaces de llevar a cabo funciones de mando. 
El señor don Jorge Miguel Lozano de Peralta y Vareas, Maldonado y Olalla fue primer marqués de San Jorge de Bogotá, octavo poseedor del mayorazgo nacido en 1731 se destaca como uno de los pioneros empresarios que centró su economía en las haciendas. Aunque fue su cuñado el encargado de administrar el novillero; él mismo tomó el control de la hacienda hacia 1758. Fue el comienzo de un modelo agro-mercantil-financiero. Parte de la producción ganadera era absorbida por las haciendas en forma de raciones para los jornaleros concertados, otra se dedicaba a la manutención del propietario y su familia. En el primer caso, el ganado consumido hacía parte de los costos de producción de las haciendas; en el segundo, constituía parte del ingreso del hacendado. En 1786 el marqués fue llevado a prisión por la mala relación que tenía con sus colegas del cabildo. Los cargos que le impusieron fueron arbitrariedad, corrupción y negligencia. Posteriormente fue conducido al fuerte de Cartagena donde permaneció preso hasta su muerte en 1793. Su hijo José María lo sustituyó continuando con la explotación de la hacienda El Novillero que pasó a manos de Estanislao Gutiérrez en arriendo. En 1802 solicitó la restitución del título de marqués de San Jorge y el de vizconde de Pastrana para Jorge Tadeo Lozano. La declaración de la independencia terminó con las ambiciones del clan Tadeo Peralta, pues luego de ser presidente Tadeo Lozano, murió fusilado en 1816. La ley de la naciente República expedida el 10 de julio de 1824, determinó la extinción de todos los mayorazgos apenas diez días después de expedida y se procedió a la inexorable desvinculación, avalúo y repartimiento de El Novillero.

## Arquitectura de las haciendas
La arquitectura de las haciendas comenzó siendo de tipo colonial y se fue trasformando a un modelo republicano. El concepto colonial encierra cambios en los estilos de construcción y habitat de las casas entre los siglos XVI y XIX. Con sus paredes blancas y sus formas nítidas, dichas edificaciones marcan el territorio y definen su topología social y física. El tipo más corriente es el de casa con patio central, aunque las hay en U, en L, en H o de un solo cuerpo, de variadas formas pero dentro de la misma familia. Tienen cubiertas de teja de barro que desaguan en el impluvium del patio, con corredores aporticados alrededor del mismo, salones y espacios sociales en la parte frontal, prolongados en el balcón abierto que observa el horizonte y controla las actividades de la hacienda. Predominaron las casas de un solo piso. Unas pocas tuvieron capillas exentas u oratorios menores en un cuarto especial de la casa, todas tenían cocinas, alacenas y dependencias para el trabajo del campo. Para el aseo no había espacios especiales, el baño se hacía en los mismos cuartos o al aire libre y abastecido por agua corriente. Algunas tienen casas para trabajadores, como también caballerizas o corrales para ganado, en número variado. En estas casas las gruesas paredes son en adobe, tapia pisada o ladrillo revocado y blanqueado con cal; en madera son las ventanas, puertas, dinteles, columnas, vigas y barandas, pocas veces en madera cruda, muchas con pinturas de colores. Unas cerchas de armadura de madera, rolliza o aserrada sostienen la base de cañabrava o chusque amarrados con cáñamo, fique o cuero, más la cama de barro y cal en que descansa la teja. Los aleros se sostienen con canes, sencillos o con perfiles labrados, sin canal ni bajantes entubadas. Las piezas de madera tienen muy pocas dimensiones: las mayores para las soleras –la base de madera sobre el muro que soporta los tirantes de las armaduras-, las medianas para columnas, dinteles, vigas y zapatas –los capiteles-, las menores para los canes y piezas secundarias, en una estandarización pragmática y modular que le confiere gran fuerza compositiva. Los pisos externos suelen ser en piedra (plana e irregular o de bola) o baldosas de ladrillo tablón, en tanto que los internos son de madera o esteras de fique y algunas veces de baldosas de arcilla. En general emplearon materiales modestos y las construían alarifes sin arquitectos, pero sorprende como de tanta economía y pragmatismo surgieron edificios con proporciones armónicas y sentido clásico. Los propietarios con mayores recursos encargaban murales y pinturas con referentes europeos. En el siglo XIX, fueron renovadas con el lenguaje conocido en nuestro medio como “el estilo republicano”, que en términos generales corresponde al Neoclasicismo. Se trata de transformaciones especialmente decorativas, con la aparición de columnas de piedra, capiteles, basamentos, frontones y cornisas, elementos propios de la sintaxis clásica, superpuestos para “dignificar” y modernizar el sencillo lenguaje colonial anterior. Aparecieron los grandes ventanales con pequeños vidrios en cuadrícula, rejas y puertas en hierro forjado, los cielorrasos planos, de cal sobre camas de caña o láminas importadas, además de rosetones o molduras en los pisos o parqué de madera. De igual forma se incluyeron los cuartos de baño y, por supuesto, se renovó también el mobiliario. Entonces se dio gran importancia a la simetría compositiva y, en general, al sentido clásico de la edificación.

## Desintegración de las haciendas

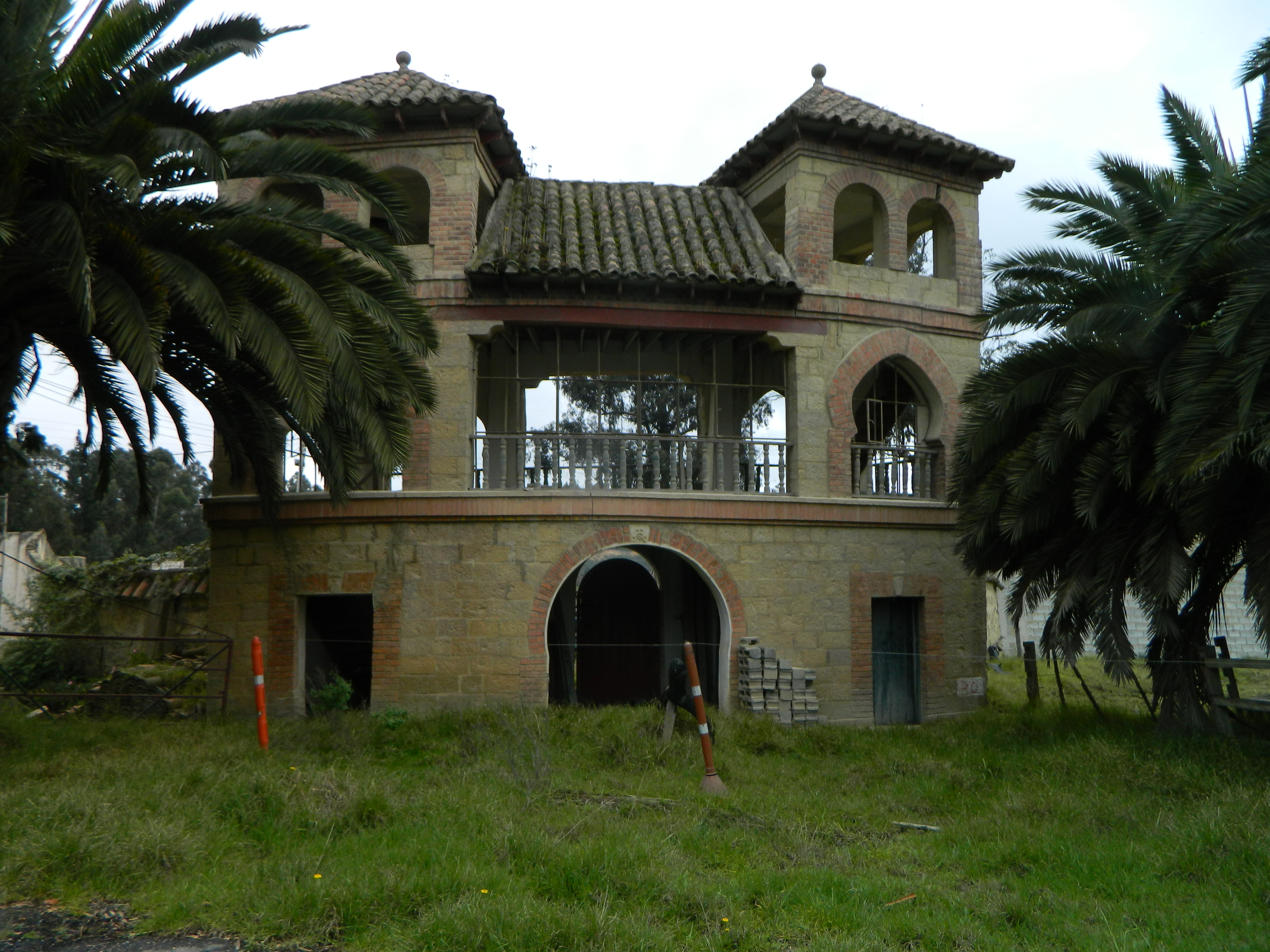
Hacienda Vista Hermosa en abandono

El modelo de hacienda colonial que se extendía por varios kilómetros cuadrados de suelo  usados para la agricultura, la ganadería y otros recursos naturales, gracias al agua que se encuentra en el suelo de la Sabana permitió  no solo la producción de grandes cantidades de cultivos y mantenimiento del ganado, este recurso también fue utilizado para la explotación.  El tipo de ganados o cosechas no eran diferentes a los de otros territorios, la diferencia radicaba en la cantidad de productos que de estas salían para abastecer los mercados de Santa Fe y algunos de la región del Tolima y Antioquia; una vez que perdieron esos mercados su producción cayó. 
En tiempos modernos las haciendas se han desintegrado como consecuencia de la nueva estructura y organización Social del municipio de Mosquera, una parte del terreno pertenece al casco urbano y otro sigue siendo rural. Los terrenos que en la actualidad se conocen como parte de las haciendas es menor al que tenían en épocas de la colonia, también debido a reformas sobre la tenencia de terrenos en el siglo XIX (los mayorazgos en Colombia ley 10). Las estructuras aún permanecen en pie y dan testimonio de la concepción que se tenía sobre las haciendas como epicentros de la economía bajo la dominación de un único dueño. El territorio que durante épocas se utilizó para la agricultura y la ganadería es utilizado para urbanizaciones que modifican el entorno de lo que alguna vez fueron las haciendas.